# تورییاس
تورییاس دهستانی در استان آلمریای اسپانیا است.
در این دهستان ۲۴۲ نفر زندگی می‌کنند. مساحت این دهستان ۳۹ کیلومتر مربع است.